# Генрих XV Рейсс-Плауэн
Принц Генрих XV Рейсс-Плауэн (нем. Heinrich XV. Reuß zu Greiz; 22 февраля 1751 ,  Грайц — 30 августа 1825, там же) — фельдмаршал Австрийской империи.

## Биография
Был младшим сыном графа Генриха XI Рейсс цу Грейца, с 1778 года Имперского князя и его первой жены графини Конрадины Рейсс цу Кёстриц. Внук по матери графа Генриха XXIV Рейсс фон Шлёйц цу Кёстриц.
Поступил на австрийскую военную службу, в 1787 году стал адъютантом императора Иосифа II, затем ему всё чаще стали поручать ответственные военные задачи.
Участник войн с французской армией во главе с Наполеоном Бонапартом.
Принц отличился во Фландрии в 1793 году, в мая того же года за заслуги в ходе Войны первой коалиции был произведен в генерал-майоры . Назначен адъютантом фельдмаршала Саксен-Кобург-Заальфельдского, принимал участие в осаде французской крепости Мобёж.
В 1796 году принял под командование бригаду австрийской армии на Верхнем Рейне и был прикомандирован к корпусу фельдмаршала Давидовича, который двинулся в Италию, чтобы попытаться освободить осаждённую Мантую.
4 сентября 1796 года его войска были атакованы войсками Массены под Роверето, 5 августа австрийская армия под командованием фельдмаршала Вурмзера отступила на север, к Тренто. Тем временем французская армия возобновила осаду Мантуи.
14 и 15 января 1797 года Генрих XV принял участие в битве при Риволи под командованием фельдмаршала Альвинци и 1 марта 1797 года был произведён в фельдмаршал-лейтенанты.
После поражения в Италии в марте 1797 года отвёл свою дивизию обратно в Любляну по восточному маршруту через Градиску и Горицию .
В 1799 году Генрих XV сражался под командованием эрцгерцога Карла Тешенского, его войска 25 марта приняли участие в битве при Штокахе, а 27 мая и при Винтертуре. 4 июня 1799 года участвовал в сражении при Цюрихе, где, находясь в центре австрийской армии, отражал неоднократные атаки французов под командованием Удино.
Несмотря на последующие поражения Австрии на юге Германии, ему удалось в 1800 году не допустить врага в Тироль. В 1801 году император назначил его командующим 17-го пехотного полка.
Во время русско-австро-французской войны принц Генрих XV повёл свою дивизию обратно в Италию, где под командованием эрцгерцога Карла Тешенского участвовали в сражении при Кальдьеро 30 октября.
Во время австро-французской войны 1809 года принц Генрих XV сначала командовал дивизией в составе 5-го корпуса под командованием эрцгерцога Людвига Австрийского. Отличился в сражении при Ландсхуте, сражении при Ноймаркт-Санкт-Файте (24 апреля) и Эберсбергской битве (3 мая) был произведён в фельдцейхмейстеры.
В начале июля 1809 года, во время Ваграмской битвы командовал 5-м корпусом, расквартированным в качестве резерва северо-восточнее Вены. Его войска не принимали непосредственного участия в сражении, но внесли значительный вклад в упорядоченное отступление австрийцев. В боях при Шёнграберне и Цнайме 10 и 11 июля 1809 года его корпус, был опорой обороны против французского маршала Массены . Эрцгерцог Карл Тешенский наградил его Рыцарским крестом военного ордена Марии Терезии.
Вместе с Карлом-Филиппом фон Вреде участвовал в заключении Ридского договора 1813 года, закрепившего отделение Баварии от Рейнского союза, за что императором Францем I был награжден Большим крестом австрийского ордена Леопольда .
20 апреля 1814 года Генрих XV стал первым вице-королём Ломбардо-Венецианского королевства (Венеции), после того как город был захвачен Австрией в 1814 году, а затем генерал-командующим Галиции. После ухода в отставку в 1824 году был назначен фельдмаршалом императором Францем 10 сентября 1824 года. 
Умер через год неженатым в Грайце не оставив наследников.